# 四輻腹盞喉盤魚
四輻腹盞喉盤魚（學名：Gastrocymba quadriradiata）為輻鰭魚綱喉盤魚目喉盤魚科的其中一種，分布於西南太平洋的紐西蘭海域，體長可達3.5公分，屬底棲性魚類，生活習性不明。